# غي دي لوزينيان
غي دي لوزينيان (بالفرنسية: Guy de Lusignan) (1150 - 1194) فارس فرنسي أصبح، عن طريق زواجه من الأميرة سيبيلا أخت الملك بلدوين الرابع ملكاً على مملكة بيت المقدس. قاد جيشه في معركة حطين عام 1187 م التي انتهت بهزيمته وأسره وتحرير صلاح الدين الأيوبي لمدينة القدس. وبعدها أطلق صلاح الدين سراحه بشرط أن يرجع إلى فرنسا فاستقر في قبرص وأسس فيها حكما لعائلته.

## تتويجه
بعد وفاة بلدوين الخامس توّج بطريرك القدس سيبيلا ملكة على مملكة بيت المقدس وقامت بدورها بوضع التاج على رأس زوجها غي دي لوزينيان.
دعا ريموند الثالث البارونات إلى تتويج إيزابيلا وزوجها همثري ومن ثم الزحف إلى القدس والاستيلاء عليها، لكن همثري آثر السلامة، وهرب ليلاً إلى القدس، وقدم يمين الولاء إلى سيبيلا وزوجها غي دي لوزينيان.

## ريموند الثالث يستعين بصلاح الدين
عزم غي دي لوزينيان على حشد جيش ومهاجمة طبريا لإرغام ريموند الثالث على تقديم يمين الولاء له، لذلك قام ريموند الثالث بمراسلة صلاح الدين الايوبي ووضع نفسه تحت حمايته، فأرسل صلاح الدين قوة عسكرية إلى طبريا، وكانت هذه فرصة ممتازة لصلاح الدين لدراسة أوضاع المنطقة لأنه كان قد اقترب من توحيد بلاد الشام والجزيرة العربية ومصر ويستعد لمحاربة الصليبين.

## صاحب الكرك
كان أرناط صاحب الكرك قد أرسل أسطولاً عبر البحر الأحمر(عام 579هـ/ 1183م) لمهاجمة المدينة المنورة ونبش قبر الرسول والتوجه من هناك إلى مكة المكرمة في موسم الحج لقتل الحجاج وتدمير الكعبة، فكلف صلاح الدين أخاه العادل بتعقب أسطول الصليبين وتدميره فتمّ له ذلك.

## معركة الناصرة
وبعد تتويج غي دي لوزينيان هاجم أرناط قافلة متوجهة من مصر إلى دمشق فنهبها وأسر إحدى قريبات صلاح الدين لذلك حشد صلاح الدين قواته في صيف (سنة 583هـ / 1187م) وتوجه نحو طبريا وانتصر على الصليبين في الناصرة.

## معركة حطين
وإثر انتصار صلاح الدين على الصليبين في الناصرة تصالحوا جميعا للوقوف في وجه صلاح الدين، لكن صلاح الدين انتصر عليهم جميعاً في معركة حطين، وأسر الملك غي دي لوزينيان وأرناط وهرب ريموند الثالث إلى طرابلس.

## إطلاق سراحه
أطلق صلاح الدين سراح غي دي لوزينيان بشرط أن يغادر إلى فرنسا فاستقر في قبرص وأسس فيها حكما لعائلته.